# Drosophila torrei
Drosophila torrei är en tvåvingeart som beskrevs av Alfred Sturtevant 1921.

## Taxonomi och släktskap
Drosophila torrei ingår i släktet Drosophila och familjen daggflugor. Arten ingår inte i något undersläkte.

## Utbredning
Artens utbredningsområde är Kuba.